# Burgruine Pitzen
Die Burgruine Pitzen, auch Pitzenburg und später Pützenfels oder Pitzenfels genannt, ist die Ruine einer hochmittelalterlichen Höhenburg auf 420 m ü. NHN nordwestlich oberhalb des Weilers Pitzen der Gemeinde Bernried im Landkreis Deggendorf in Bayern.

## Geografische Lage
Die Anlage liegt auf der vorderen, mäßig aus geprägten Kuppe eines von Nordwesten her in das Tal des Bernrieder Baches. Der Burgplatz hat einen Durchmesser von 35 m. Er ist durch einen mäßig tiefen, in den Fels gehauenen Halsgraben mit flacher Talsohle abgetrennt. Die Hänge des mit dichtem Laubgehölz bestandenen Burgstallkegels sind nur schwach geböscht.

## Geschichte
Die kleine, auf einem Felskegel gelegene Burg Pitzen entstand während des 12. Jahrhunderts als Ministerialensitz der Grafen von Bogen. Um das Jahr 1360 war die Herrschaft Pitzen im Besitz von Eberhard und seiner Frau Osanna Pützner, vermutlich hatten aber zu dieser Zeit auch die Familie der Vorster von Wildenforst Anteile an der Burg Pitzen inne. In der Folgezeit ging die Burg dann wohl ganz an die Vorster von Wildenforst über. Mit Ritter Erhart Vorster zu Pützens Tod im Jahr 1464 erlosch das Geschlecht in männlicher Linie, seine Tochter Veronika hatte zuvor Friedrich Pertolzhofer geehelicht, er siegelte bereits am 1. Juli 1459 als Friedrich Pertolzhofer zu Pützen. Nach dem Tod Friedrichs verkaufte die Witwe Veronika Schloss Pützen samt der Hofmark Bernried und weiteren Gütern an Erasmus Michelspeck, ihrem Schwager. In der aus der Zeit um 1490 gebräuchlichen Landtafel von Straubing erscheint dann Sebastian Nußdorfer als neuer Besitzer der Burg Pützenfels. Ihm folgte Joachim Nußdorfer und Georg von Nußdorf. Anschließend war sie im Besitz der Erben von Anna von Stauf, einer geborenen Nußdorferin. Weiterer Besitzer der Burg war bis zu seinem Tod 1602 Hanns Siegmund von Degenberg. Seine Erben verkauften unter anderem Burg Pützenfels für 82000 Gulden an Herzog und Kurfürst Maximilian I. von Bayern, der die Burg von Christoph Hörl verwalten ließ. Die letzte Erwähnung der Burg Pitzenfels stammt aus dem Jahr 1628, danach wird sie nicht mehr genannt, möglicherweise wurde sie ein Opfer des von 1618 bis 1648 tobenden Dreißigjährigen Krieges. Auch eine frühere Zerstörung während des Böcklerkrieges in den Jahren 1468/69 ist möglich, der später auftauchende Name Pitzenfels könnte auf eine Wiederherstellung der Burg deuten.
Heute sind von der Burg auf der Nordseite nur noch Mauerreste erhalten, die Stelle ist als Baudenkmal D-2-71-116-22 „Burgruine, Natursteinmauerreste, 12. Jahrhundert“, sowie als Bodendenkmal D-2-7043-0001 „Burgstall des Mittelalters“ vom Bayerischen Landesamt für Denkmalpflege erfasst.